# Jackson’s Mill Covered Bridge (Washington County, Pennsylvania)
Die Jackson’s Mill Covered Bridge ist eine historische, überdachte Straßenbrücke im Washington County, im US-Bundesstaat Pennsylvania, in den Vereinigten Staaten. Sie befindet sich nordwestlich von Burgettstown. Die Brücke, die im Queenpostdesign gestaltet ist, überquert den Kings Creek und befindet sich an der Kings Creek Road.
Die Jackson’s Mill Brücke wurde 2003 saniert und am 22. Juni 1979 vom National Register of Historic Places mit der Nummer 79003830 als historisches Denkmal aufgenommen.